# South Park Conservatives
South Park Conservatives: The Revolt Against Liberal Media Bias (рус. Саут-Парк-консерваторы: Мятеж против либеральной предвзятости СМИ) — книга, которую написал Брайан Си Андерсон. В книге исследуется идея о том, что традиционные массмедиа США пристрастны по отношению к консерваторам, но новые медиасервисы (Интернет, кабельное телевидение, разговорное радио), напротив, придают консерваторам определённый вес в информационной сфере. Название «South Park Conservatives» (Саут-Парк-консерваторы) основано на введённом Эндрю Салливаном термине «Саут-Парк-республиканец».